# Odontolejeunea lunulata
Odontolejeunea lunulata là một loài Rêu trong họ Lejeuneaceae. Loài này được (F. Weber) Schiffner mô tả khoa học đầu tiên năm 1893.